# مادیس میلینگ
مادیس میلینگ (به استونیایی: Madis Milling؛ ۲۴ نوامبر ۱۹۷۰ – ۳ فوریهٔ ۲۰۲۲) بازیگر و سیاستمدار اهل استونی بود.

## درگذشت
میلینگ در ۳ فوریهٔ ۲۰۲۲، بر اثر ایست قلبی در سن ۵۱ سالگی در دهستان ساکو، استونی درگذشت.